# Mes Excentricités, Vol. 2
Mes Excentricités, Vol. 2 es el nombre del segundo EP grabado por la cantautora española Mónica Naranjo. Fue lanzado al mercado bajo el sello discográfico Sony Music el 26 de junio de 2020. Es una obra conceptual titulada Les Quatre Saisons *(según la portada del mismo álbum)* . El primer sencillo es «¡Hoy No!», una adaptación del éxito de 1988 de Kim Wilde Never Trust a Stranger, con una letra de empoderamiento que supone la vuelta definitiva de Mónica Naranjo a la electrónica más comercial. Otras canciones incluidas en este EP son Autómatas, adaptación al castellano del himno del synth pop P-machinery de Propaganda, una emocionante versión a piano, voz y cuerdas de Creep de Radiohead, Alma y carne, arrebatada balada rock con armonías soul y los temas Temptations y Tentaciones.

## Lista de canciones
| Cara A |                                     |              |                                              |          |  |
| N.º    | Título                              | Letras       | Música                                       | Duración |  |
| 1.     | «¡Hoy No! (Never Trust a Stranger)» | Israel Ramos | Mónica Naranjo · Oriol Crespo · Pepe Herrero | 3:29     |  |
| 2.     | «Autómatas (P-Machinery)»           |              |                                              | 3:47     |  |
| 3.     | «Alma y Carne»                      |              |                                              | 2:56     |  |
| 4.     | «Creep»                             |              |                                              | 4:03     |  |
| 5.     | «Temptations»                       | Marian Dacal | Mónica Naranjo · Pepe Herrero                | 3:03     |  |
| 6.     | «Tentaciones»                       | Israel Ramos | Mónica Naranjo · Pepe Herrero                | 3:03     |  |
| 20:21  |                                     |              |                                              |          |  |

| Cara B |        |        |          |  |
| N.º    | Título | Música | Duración |  |
| 17:01  |        |        |          |  |